# Sanguine clara Ducum Russiae, clarissima quondam
Sanguine clara Ducum Russiae, clarissima quondam (pol. Ze szlachetnej krwi ruskich książąt niegdyś sławna) –  średniowieczny wiersz po łacinie upamiętniający Zofię Holszańską, żonę Władysława Jagiełły.
Utwór przypisywany bywa Grzegorzowi z Sanoka. Zawarty jest w księdze XII Roczników Jana Długosza pod rokiem 1461. Tekst występuje w opracowaniach także jako Pieśń ku czci imienia Zofii (łac. Carmen celebrans nomen Sophiae). Wiersz ma formę pośmiertnego panegiryku dla Zofii Holszańskiej (Sonki) – czwartej żony Władysława Jagiełły, zmarłej w 1461.